# Tour du Doubs 2015
La 31e édition du Tour du Doubs a eu lieu le 13 septembre 2015. C'est la quatorzième épreuve de la Coupe de France de cyclisme sur route 2015. La course fait partie du calendrier UCI Europe Tour 2015 en catégorie 1.1.
L'épreuve a été remportée par l'Argentin Eduardo Sepúlveda de l'équipe Bretagne-Séché Environnement .

## Présentation

### Équipes
Classé en catégorie 1.1 de l'UCI Europe Tour, le Tour du Doubs est par conséquent ouvert aux UCI WorldTeams dans la limite de 50 % des équipes participantes, aux équipes continentales professionnelles, aux équipes continentales et aux équipes nationales.
| UCI WorldTeams  | UCI WorldTeams | UCI WorldTeams |
| Nom de l'équipe | Pays           | Code           |
| --------------- | -------------- | -------------- |
|                 |                |                |

| Équipes continentales professionnelles | Équipes continentales professionnelles | Équipes continentales professionnelles |
| Nom de l'équipe                        | Pays                                   | Code                                   |
| -------------------------------------- | -------------------------------------- | -------------------------------------- |
|                                        |                                        |                                        |

| Équipes continentales | Équipes continentales | Équipes continentales |
| Nom de l'équipe       | Pays                  | Code                  |
| --------------------- | --------------------- | --------------------- |
|                       |                       |                       |

## Classements

### Classement de la course
| \| Classement général \| Classement général \| Classement général \| Classement général \| Classement général \| \| Coureur \| Coureur \| Pays \| Équipe \| Temps \| \| ------------------ \| ------------------ \| ------------------ \| ---------------------------- \| ------------------ \| \| 1er \| Eduardo Sepúlveda \| Argentine \| Bretagne-Séché Environnement \| 4 h 20 min 48 s \| \| 2e \| Julien Loubet \| France \| Marseille 13 KTM \| + 29 s \| \| 3e \| Rudy Molard \| France \| Cofidis, Solutions Crédits \| + 29 s \| \| 4e \| Romain Combaud \| France \| Armée de terre \| + 29 s \| \| 5e \| Julien Antomarchi \| France \| Roubaix Lille Métropole \| + 29 s \| \| 6e \| Pierre Gouault \| France \| Auber 93 \| + 52 s \| \| 7e \| Tom Dernies \| Belgique \| Wallonie-Bruxelles \| + 52 s \| \| 8e \| Jérôme Mainard \| France \| Armée de terre \| + 52 s \| \| 9e \| Alexandre Geniez \| France \| FDJ \| + 1 min 00 s \| \| 10e \| Romain Guillemois \| France \| Team Europcar \| + 1 min 00 s \| |                   |           |                              |                 |
| |                   |           |                              |                 |
| |                   |           |                              |                 |
| Classement général |                   |           |                              |                 |
| Coureur | Coureur           | Pays      | Équipe                       | Temps           |
| 1er | Eduardo Sepúlveda | Argentine | Bretagne-Séché Environnement | 4 h 20 min 48 s |
| 2e | Julien Loubet     | France    | Marseille 13 KTM             | + 29 s          |
| 3e | Rudy Molard       | France    | Cofidis, Solutions Crédits   | + 29 s          |
| 4e | Romain Combaud    | France    | Armée de terre               | + 29 s          |
| 5e | Julien Antomarchi | France    | Roubaix Lille Métropole      | + 29 s          |
| 6e | Pierre Gouault    | France    | Auber 93                     | + 52 s          |
| 7e | Tom Dernies       | Belgique  | Wallonie-Bruxelles           | + 52 s          |
| 8e | Jérôme Mainard    | France    | Armée de terre               | + 52 s          |
| 9e | Alexandre Geniez  | France    | FDJ                          | + 1 min 00 s    |
| 10e | Romain Guillemois | France    | Team Europcar                | + 1 min 00 s    |

### UCI Europe Tour
| Position,          | 1er | 2e | 3e | 4e | 5e | 6e | 7e | 8e | 9e | 10e | 11e | 12e |
| Classement général | 80  | 56 | 32 | 24 | 20 | 16 | 12 | 8  | 7  | 6   | 5   | 3   |